# Лески (Брянская область)
Лески — село в Навлинском районе Брянской области в составе Бяковского сельского поселения.

## География
Находится в восточной части Брянской области на расстоянии приблизительно 19 км на восток по прямой от районного центра поселка Навля.

## История
Упоминалось с начала XVII века как село с церковью Флора и Лавра, в 1745 упоминалось Вознесенская церковь, а в 1770-1780 годах построена каменная Казанская церковь (не сохранилась). Бывшее владение Сафоновых, Ушаковых, Ивановых и других. В середине XX века работали колхозы "Красный маяк", "Крестьянин", им. Будённого. В 1866 году здесь (село Карачевского уезда Орловской губернии) учтено было 74 двора .

## Население
Численность населения: 773 человека (1866 год), 280 человек (русские 98 %) в 2002 году, 214 в 2010.